# Alekszandr Csivadze
Alekszandr Gabrielis dze Csivadze (grúzul: ალექსანდრე გაბრიელის ძე ჩივაძე; Karacsajevszk, 1955. április 8. –) szovjet válogatott grúz labdarúgó, edző.

## Pályafutása

### Klubcsapatban
Pályafutása során egyetlen csapatban a Dinamo Tbilisziben játszott. 1974 és 1987 között több, mint 300 alkalommal lépett pályára a Dinamo színeiben.

### A válogatottban
1980 és 1987 között 46 alkalommal szerepelt a szovjet válogatottban és 3 gólt szerzett. Tagja volt az 1980. évi nyári olimpiai játékokon bronzérmet nyerő válogatottnak. Részt vett az 1982-es és az 1986-os világbajnokságon.

### Edzőként
1993 és 1997, illetve 2001 és 2003 között szövetségi kapitányként irányította a grúz válogatottat. 2012 és 2016 között a grúz U21-es válogatott szövetségi edzője volt.

## Sikerei, díjai
Dinamo Tbiliszi
- Szovjet bajnok (1): 1978
- Szovjet kupa (2): 1976, 1979
- Kupagyőztesek Európa-kupája (1): 1980–81

Szovjetunió U21
- U21-es Európa-bajnok (1): 1980

Szovjetunió
- Olimpiai bronzérmes (1): 1980

Egyéni
- Az év szovjet labdarúgója (1): 1980

## Külső hivatkozások
- Alekszandr Csivadze – a FIFA adatbázisában
- Alekszandr Csivadze adatlapja a National-Football-Teams.com oldalon (angolul)

- Alekszandr Csivadze. eu-football.info